# Graeca per Ausoniae fines sine lege vagantur
 Graeca per Ausoniae fines sine lege vagantur è una regola di pronuncia che rende facoltativa l'accentazione.
Deriva da una teoria linguistica del XVII secolo, secondo cui è possibile pronunciare le parole italiane ("entro i confini dell'Ausonia") di derivazione greca senza preferenza per l'accentazione latina o greca (es., tragèdia o tragedìa).

## Origine
Letteralmente: "Le parole greche vagano senza legge entro i confini italiani", la frase apparve come regola di prosodia in un vocabolario francese di parole latine, il Regia Parnassi del 1679. 